# Morti nel 2014/Febbraio
| Questa pagina contiene informazioni ricavate automaticamente dalle voci biografiche con l'ausilio del template Bio e di un bot. L'aggiornamento è periodico e automatico e ricostruisce completamente la pagina. Se manca una persona in questa lista, sei pregato di non aggiungerla, ma accertati piuttosto che la sua voce biografica contenga il template Bio e che i dati anagrafici siano correttamente compilati. Se il template Bio manca, inseriscilo tu stesso o, in alternativa, metti l'avviso {{tmp\|Bio}} che ne segnala la mancanza. Se i dati riportati sono sbagliati, correggi direttamente la voce biografica; le modifiche saranno visibili in questa lista entro pochi giorni. Per chiarimenti vedi il progetto biografie. La lista contiene solo le 162 persone che sono citate nell'enciclopedia e per le quali è stato implementato correttamente il template Bio. Pagina aggiornata al 10 ago 2025. |

- 1º febbraio - Floyd Adams Jr., politico statunitense (n. 1945)
- 1º febbraio - Luis Aragonés, allenatore di calcio e calciatore spagnolo (n. 1938)
- 1º febbraio - Elisabetta Barbato, soprano italiano (n. 1921)
- 1º febbraio - Stefan Božkov, calciatore e allenatore di calcio bulgaro (n. 1923)
- 1º febbraio - Pierre Garnier, poeta e scrittore francese (n. 1928)
- 1º febbraio - Tony Hateley, calciatore inglese (n. 1941)
- 1º febbraio - Vasilij Ivanovič Petrov, generale e politico russo (n. 1917)
- 1º febbraio - Dave Power, mezzofondista e maratoneta australiano (n. 1928)
- 1º febbraio - Luis Salvadores, cestista cileno (n. 1932)
- 1º febbraio - Maximilian Schell, attore e regista austriaco (n. 1930)
- 2 febbraio - Gerd Albrecht, direttore d'orchestra tedesco (n. 1935)
- 2 febbraio - Eduardo Coutinho, regista e giornalista brasiliano (n. 1933)
- 2 febbraio - Émile Guérinel, ciclista su strada francese (n. 1929)
- 2 febbraio - Philip Seymour Hoffman, attore statunitense (n. 1967)
- 2 febbraio - Spartaco Marangoni, politico e partigiano italiano (n. 1924)
- 2 febbraio - Enzo Muzii, regista, scrittore e sceneggiatore italiano (n. 1926)
- 2 febbraio - J.D. Okhai Ojeikere, artista e fotografo nigeriano (n. 1930)
- 2 febbraio - Thomas Olumbo, allenatore di pallacanestro keniota
- 3 febbraio - Louise Brough, tennista statunitense (n. 1923)
- 3 febbraio - Richard Bull, attore statunitense (n. 1924)
- 3 febbraio - Nicola Carlesi, politico italiano (n. 1950)
- 3 febbraio - Louan Gideon, attrice statunitense (n. 1955)
- 3 febbraio - Mircea Grosaru, politico rumeno (n. 1952)
- 3 febbraio - Gloria Leonard, attrice pornografica e regista statunitense (n. 1940)
- 3 febbraio - Joan Mondale, artista e politica statunitense (n. 1930)
- 4 febbraio - Eugenio Corti, scrittore e saggista italiano (n. 1921)
- 4 febbraio - Dennis Lota, calciatore zambiano (n. 1973)
- 5 febbraio - Carlos Borges, calciatore uruguaiano (n. 1932)
- 5 febbraio - Robert Alan Dahl, politologo statunitense (n. 1915)
- 5 febbraio - Gianni Partanna, attore italiano (n. 1922)
- 6 febbraio - Ralph Kiner, giocatore di baseball statunitense (n. 1922)
- 6 febbraio - Maxine Kumin, poetessa e scrittrice statunitense (n. 1925)
- 6 febbraio - Girolamo Palermo, mafioso statunitense (n. 1938)
- 6 febbraio - Vaçe Zela, cantante albanese (n. 1939)
- 7 febbraio - Daniel J. Harrington, presbitero, biblista e teologo statunitense (n. 1940)
- 7 febbraio - Murray Mendenhall, cestista e allenatore di pallacanestro statunitense (n. 1925)
- 7 febbraio - Maurizio Pagani, politico italiano (n. 1936)
- 7 febbraio - Luciano Serra, scrittore italiano (n. 1920)
- 7 febbraio - Camille Wagner, calciatore lussemburghese (n. 1925)
- 8 febbraio - Els Borst, politica e medico olandese (n. 1932)
- 8 febbraio - Halina Holas-Idziak, fotografa polacca (n. 1916)
- 8 febbraio - Keith Hughes, cestista statunitense (n. 1968)
- 8 febbraio - Philippe Mahut, calciatore francese (n. 1956)
- 8 febbraio - Antonio Papasso, incisore e pittore italiano (n. 1932)
- 8 febbraio - Maicon Pereira de Oliveira, calciatore brasiliano (n. 1988)
- 9 febbraio - Gabriel Axel, regista danese (n. 1918)
- 9 febbraio - Eric Bercovici, sceneggiatore e produttore cinematografico statunitense (n. 1933)
- 9 febbraio - Serafín R. Cuevas, giurista e avvocato filippino (n. 1928)
- 9 febbraio - Valeria De Franciscis, attrice italiana (n. 1915)
- 9 febbraio - Jindřích Drásal, allenatore di pallacanestro cecoslovacco (n. 1926)
- 9 febbraio - Mauro Pane, pilota automobilistico e stuntman italiano (n. 1963)
- 9 febbraio - Antonio Viesti, generale italiano (n. 1933)
- 10 febbraio - Stuart Hall, sociologo e attivista giamaicano (n. 1932)
- 10 febbraio - Gordon Harris, calciatore inglese (n. 1940)
- 10 febbraio - Alan R. Katritzky, chimico britannico (n. 1928)
- 10 febbraio - Leonard Knight, artista statunitense (n. 1931)
- 10 febbraio - Shirley Temple, attrice, cantante e ballerina statunitense (n. 1928)
- 10 febbraio - Pere Tena i Garriga, vescovo cattolico spagnolo (n. 1928)
- 11 febbraio - Alice Babs, cantante e attrice svedese (n. 1924)
- 11 febbraio - Gian Paolo Bazzoni, scrittore, poeta e drammaturgo italiano (n. 1935)
- 11 febbraio - Franco Piccinelli, scrittore e giornalista italiano (n. 1933)
- 12 febbraio - Forman S. Acton, informatico statunitense (n. 1920)
- 12 febbraio - Freak Antoni, cantautore, scrittore e attore italiano (n. 1954)
- 12 febbraio - Luigi Balzarini, calciatore italiano (n. 1935)
- 12 febbraio - Sid Caesar, comico, personaggio televisivo e sceneggiatore statunitense (n. 1922)
- 12 febbraio - Maggie Estep, scrittrice, poetessa e musicista statunitense (n. 1963)
- 12 febbraio - Theodor Kleine, canoista tedesco (n. 1924)
- 12 febbraio - John Poppitt, calciatore inglese (n. 1923)
- 12 febbraio - Iginio Rogger, presbitero e storico italiano (n. 1919)
- 12 febbraio - Josef Röhrig, calciatore tedesco (n. 1925)
- 12 febbraio - Corrado Viciani, calciatore e allenatore di calcio italiano (n. 1929)
- 13 febbraio - Salvatore Buscema, magistrato italiano (n. 1924)
- 13 febbraio - Piero D'Inzeo, cavaliere italiano (n. 1923)
- 13 febbraio - Charles J. Fillmore, linguista statunitense (n. 1929)
- 13 febbraio - Jimmy Jones, calciatore nordirlandese (n. 1928)
- 13 febbraio - Balu Mahendra, direttore della fotografia, regista e sceneggiatore indiano (n. 1939)
- 13 febbraio - Alberto Marzaioli, ciclista su strada italiano (n. 1938)
- 13 febbraio - Richard Møller Nielsen, allenatore di calcio e calciatore danese (n. 1937)
- 13 febbraio - Raymond Morand, calciatore svizzero (n. 1931)
- 13 febbraio - Louis Nganga, vescovo cattolico della Repubblica Democratica del Congo (n. 1923)
- 13 febbraio - Natale Rauty, ingegnere e storico italiano (n. 1920)
- 13 febbraio - Jean Valmont, attore francese (n. 1936)
- 13 febbraio - Ralph Waite, attore statunitense (n. 1928)
- 14 febbraio - Gianni Asti, cestista e allenatore di pallacanestro italiano (n. 1935)
- 14 febbraio - Durdy Bayramov, pittore turkmeno (n. 1938)
- 14 febbraio - Remo Capitani, attore e stuntman italiano (n. 1927)
- 14 febbraio - Giuseppe Console, italiano (n. 1930)
- 14 febbraio - Tom Finney, calciatore inglese (n. 1922)
- 14 febbraio - Martha Goldstein, pianista e clavicembalista statunitense (n. 1919)
- 15 febbraio - Corrado Benedetti, calciatore e allenatore di calcio italiano (n. 1957)
- 15 febbraio - Herbert Blöcker, cavaliere tedesco (n. 1943)
- 15 febbraio - Mary Grace Canfield, attrice statunitense (n. 1924)
- 15 febbraio - Brian Earnshaw, scrittore britannico (n. 1929)
- 15 febbraio - Giuliano Ghelli, pittore e scultore italiano (n. 1944)
- 15 febbraio - Enju Vălčev, lottatore bulgaro (n. 1936)
- 15 febbraio - Dénes Zsigmondy, violinista e docente ungherese (n. 1922)
- 16 febbraio - Micheline Bardin, ballerina e cantante francese (n. 1920)
- 16 febbraio - Lazar Lemić, calciatore jugoslavo (n. 1937)
- 16 febbraio - Jimmy T. Murakami, animatore e regista statunitense (n. 1933)
- 16 febbraio - Rich Peek, cestista statunitense (n. 1943)
- 16 febbraio - Michael Shea, scrittore statunitense (n. 1946)
- 17 febbraio - Renzo Marcato, pittore italiano (n. 1927)
- 17 febbraio - Toni Ucci, attore e cabarettista italiano (n. 1922)
- 18 febbraio - Francesco Casisa, calciatore e allenatore di calcio italiano (n. 1943)
- 18 febbraio - Mavis Gallant, scrittrice canadese (n. 1922)
- 18 febbraio - Kristof Goddaert, ciclista su strada belga (n. 1986)
- 18 febbraio - Arthur Rowley, calciatore inglese (n. 1933)
- 18 febbraio - Maria Franziska von Trapp, cantante e missionaria austriaca (n. 1914)
- 18 febbraio - Viscera, wrestler statunitense (n. 1971)
- 19 febbraio - Antonio Benítez Fernández, calciatore spagnolo (n. 1951)
- 19 febbraio - Kresten Bjerre, calciatore danese (n. 1946)
- 19 febbraio - Simón Díaz, cantante e compositore venezuelano (n. 1928)
- 19 febbraio - Dale Gardner, astronauta statunitense (n. 1948)
- 19 febbraio - Valerij Nikolaevič Kubasov, cosmonauta sovietico (n. 1935)
- 19 febbraio - Paolo Lancellotti, batterista italiano (n. 1947)
- 19 febbraio - Riccardo Licata, pittore italiano (n. 1929)
- 19 febbraio - Franco Origone, fumettista e illustratore italiano (n. 1950)
- 20 febbraio - Rafael Addiego Bruno, avvocato e politico uruguaiano (n. 1923)
- 20 febbraio - Gianni Borgna, critico musicale, saggista e politico italiano (n. 1947)
- 20 febbraio - Ivo Brancaleoni, calciatore italiano (n. 1931)
- 20 febbraio - Sam Falle, ufficiale e diplomatico inglese (n. 1919)
- 20 febbraio - Antoinette Fouque, psicanalista e politica francese (n. 1936)
- 20 febbraio - Ihor Kostenko, giornalista e attivista ucraino (n. 1991)
- 20 febbraio - Mário Travaglini, calciatore e allenatore di calcio brasiliano (n. 1932)
- 21 febbraio - Francesco Di Giacomo, cantautore italiano (n. 1947)
- 21 febbraio - Djoko Rosic, attore serbo (n. 1932)
- 22 febbraio - Héctor Báez, cestista e allenatore di pallacanestro dominicano (n. 1955)
- 22 febbraio - Charlotte Dawson, modella e personaggio televisivo neozelandese (n. 1966)
- 22 febbraio - Giancarlo Livraghi, pubblicitario, bibliografo e scrittore italiano (n. 1927)
- 22 febbraio - Ivan Nagy, ballerino e direttore artistico ungherese (n. 1943)
- 22 febbraio - Natale Riatti, politico italiano (n. 1922)
- 23 febbraio - Carla Accardi, pittrice italiana (n. 1924)
- 23 febbraio - Ezio Bertuzzo, calciatore e allenatore di calcio italiano (n. 1952)
- 23 febbraio - Alice Herz-Sommer, pianista e supercentenaria ceca (n. 1903)
- 23 febbraio - Achille Sicari, chirurgo italiano (n. 1931)
- 24 febbraio - Eilert Eilertsen, politico e calciatore norvegese (n. 1918)
- 24 febbraio - Harold Ramis, attore, sceneggiatore e regista statunitense (n. 1944)
- 24 febbraio - Günter Reisch, regista e sceneggiatore tedesco (n. 1927)
- 24 febbraio - Bohuslav Vyletal, calciatore cecoslovacco (n. 1920)
- 25 febbraio - Günther Brennecke, hockeista su prato tedesco (n. 1927)
- 25 febbraio - Antonio Cermeño, pugile venezuelano (n. 1969)
- 25 febbraio - Mário Coluna, calciatore portoghese (n. 1935)
- 25 febbraio - Paco de Lucía, chitarrista, compositore e produttore discografico spagnolo (n. 1947)
- 25 febbraio - Gordon Nutt, allenatore di calcio e calciatore inglese (n. 1932)
- 25 febbraio - Gene Pyrz, attore canadese (n. 1956)
- 26 febbraio - Gian Luigi Berti, politico e avvocato sammarinese (n. 1930)
- 26 febbraio - Elena Bono, scrittrice, poetessa e traduttrice italiana (n. 1921)
- 26 febbraio - Wayne Frye, canottiere statunitense (n. 1930)
- 26 febbraio - Dezső Novák, allenatore di calcio e calciatore ungherese (n. 1939)
- 26 febbraio - Luis Gomez Valdivieso, regista, scrittore e sceneggiatore spagnolo (n. 1948)
- 27 febbraio - Aaron Allston, scrittore e autore di giochi statunitense (n. 1960)
- 27 febbraio - Giampaolo Barosso, scrittore italiano (n. 1937)
- 27 febbraio - Ilio Calabresi, medievista, paleografo e linguista italiano (n. 1931)
- 27 febbraio - Lucidio Ceci, missionario e scrittore italiano (n. 1927)
- 27 febbraio - Jan Hoet, storico dell'arte belga (n. 1936)
- 27 febbraio - Huber Matos, guerrigliero, rivoluzionario e attivista cubano (n. 1918)
- 27 febbraio - Fulvio Sodano, prefetto italiano (n. 1946)
- 28 febbraio - Kevon Carter, calciatore trinidadiano (n. 1983)
- 28 febbraio - Ruth Frith, discobola, giavellottista e martellista australiana (n. 1909)
- 28 febbraio - Michio Mado, poeta giapponese (n. 1909)
- 28 febbraio - Terry Rand, cestista statunitense (n. 1934)
- 28 febbraio - Karl Anton Rickenbacher, direttore d'orchestra svizzero (n. 1940)